# Louis Chevrolet
Louis Chevrolet, švicarsko-ameriški dirkač, * 25. december 1878, La Chaux-de-Fonds, Kanton Neuchâtel, Švica, † 6. junij 1941, Detroit, Michigan, ZDA.
Chevrolet je nastopal v prvenstvu Ameriške avtomobilistične zveze (AAA), kjer je osvojil skupno štirinajst zmag, v letih 1909, 1917 in 1918 je osvojil naslov podprvaka. V letih 1905, 1908 in 1910 je nastopil na dirki Vanderbilt Cup, kjer je vselej odstopil. Štirikrat je nastopil tudi na dirki Indianapolis 500, v letih 1915, 1916, 1919 in 1920. Najboljši rezultat je dosegel leta 1919 s sedmim mestom. 
Leta 1911 je skupaj s Williamom C. Durantom ustanovil znano podjetje Chevrolet Motor Car Company. Tudi njegova brata, Gaston in Arthur sta bila dirkača. Louis Chevrolet je umrl leta 1941 v veliki revščini. 